# Damiano David
Damiano David, född 1999 i Rom, Italien, är en italiensk sångare och låtskrivare. Damiano är frontman i det italienska rockbandet Måneskin.
Bandet vann Eurovision Song Contest 2021 med låten "Zitti e buoni" och har även deltagit i italienska X Factor.

## Biografi
David är född i Rom, och är son till två flygvärdinnor. Han började sjunga vid 6 års ålder.

## Privatliv
David var i en relation med den italienska modellen Giorgia Soleri sedan 2017 till 2023.
Han blev efter Eurovision Song Contest 2021 anklagad för att ha använt droger under tävlingen. Drogtest efteråt visade att han inte hade använt några droger.